# Léon Degrelle
Léon Joseph Marie Degrelle (15. června 1906, Bouillon – 1. dubna 1994, Málaga) byl belgický fašistický politik, zakladatel rexismu. Během druhé světové války sloužil v řadách Waffen SS, kde dosáhl hodnosti SS-Standartenführer der Reserve (plukovník v záloze). Mimo jiné byl nositelem mnoha vysokých vojenských vyznamenání včetně Rytířského kříže železného kříže s dubovými ratolestmi nebo Německého kříže ve zlatě.

## Život
Léon Degrelle se narodil v belgickém Bouillonu, ležícím na francouzských hranicích. Jeho otec, prosperující pivovarník, byl francouzský emigrant, příslušník jezuitského řádu. V roce 1921 vstoupil patnáctiletý Degrelle do jezuitské koleje. Již tehdy začal publikovat novinové články. V roce 1924 opustil kolej a pokračoval ve studiích na katolické univerzitě v Lovani, která zakončil doktorátem práv. Začal se stále více věnovat politice a žurnalistice a v roce 1927 začal řídit studentské noviny, které dosáhly poměrně velkého nákladu. O tři roky později se stal ředitelem vydavatelství Rex a postupem času se odpoutal od katolického hnutí a založil vlastní tzv. rexistickou stranu. Začal prosazovat populistický směr a autoritativní politické reformy, které nacházely podporu u těch, kteří se bouřili proti neschopnosti politických stran vypořádat se se sociálními a hospodářskými problémy Belgie. Jeho hnutí bylo nejúspěšnější ve volbách v roce 1936 (11,5% hlasů). Po vzoru Mussoliniho „pochodu na Řím“ i on zorganizoval „pochod na Brusel“, ale ten skončil fiaskem kvůli malému zájmu v ulicích. Po vypuknutí 2. světové války, v předvečer německé invaze byl on a jeho spolupracovníci zatčeni pro podezření z kolaborace a při ústupu přesunuti do Francie. Nakonec byl z koncentračního tábora propuštěn německými okupanty.
Ve svých úvahách došel k závěru, že v novém poválečném uspořádání Evropy si Belgie musí své místo zasloužit bojem proti nepříteli číslo jedna, komunismu. Teprve potom bude čas uspořádat své vztahy s Němci.
Po německém útoku na SSSR roku 1941 zformoval z dobrovolníků svého hnutí celý prapor zařazený nejprve do Wehrmachtu, ale brzy pod zbraně SS. Měl následující plán: na bojišti bude tak úspěšný, že se vrátí do Belgie v čele vítězné armády, čímž si konečně získá politickou důvěru a moc. Jenže tu byl háček, neměl totiž žádné vojenské zkušenosti. Svými dalšími kroky proto ohromil: předal vedení strany Victoru Matthysovi a přihlásil se do boje proti sovětům jako obyčejný pěšák. Vstoupil do legie SS Vallonie, německé armádní jednotky složené z francouzsky mluvících Valonů. Hned v květnu 1942 už z něj byl důstojník, na seznam svých vyznamenání si připsal železný kříž první třídy, další tři měsíce nato obdržel odznak za pěchotní útok. Legie se zkonsolidovala a přicházeli do ní další dobrovolníci. Sázka na vojenský úspěch Degrellovi vyšla.
Své zážitky z bojů na východní frontě shrnul do knihy Tažení v Rusku 1941–45. Během této doby dosáhl hodnosti plukovníka SS a z cizineckých příslušníků německé branné moci je nositel největšího počtu vyznamenání. V roce 1944 obdržel osobně od Hitlera rytířský kříž.

## Útěk

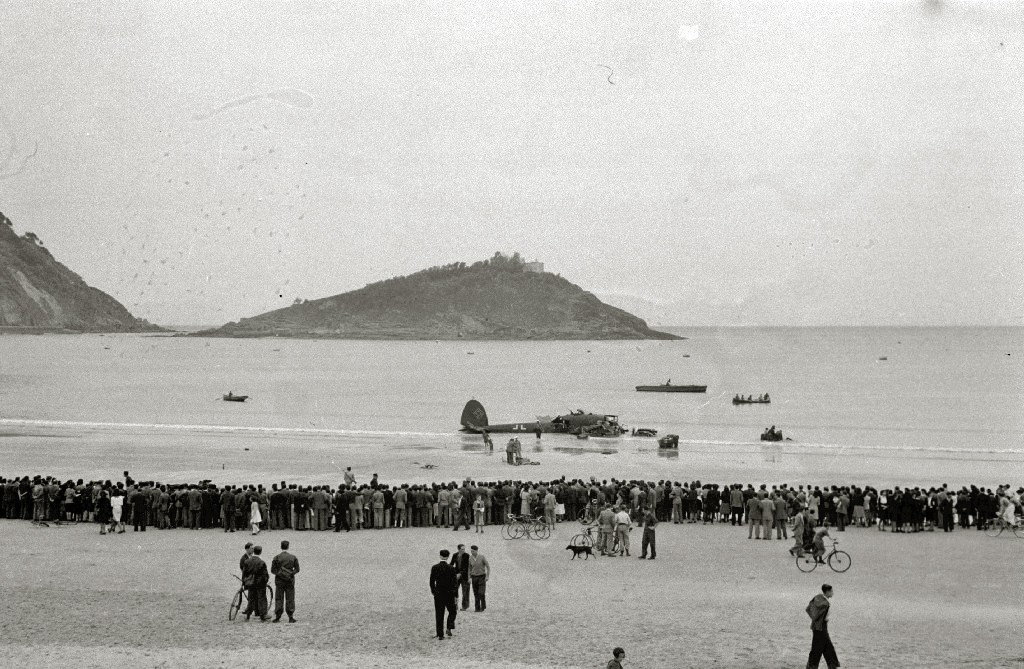
Nouzové přistání Degrellova He 111 na pláži La Concha v San Sebastiánu ve Španělsku

Dříve než německá vojska kapitulovala, uprchl ze severního Německa do Kodaně odkud odplul na minolovce do Osla. Odtud 7. května po setmění odstartoval Heinkel He 111 s posádkou k letu do Španělska. Po spotřebování paliva v téměř 2.300 km dlouhém letu Heinkel nouzově přistál na pláži u San Sebastiánu. Degrelle utrpěl vážná zranění, ze kterých se několik měsíců léčil a která byla důvodem, pro který španělská vláda odmítla první žádost o vydání.

## Po útěku
Po válce byl v Belgii v nepřítomnosti odsouzen k trestu smrti, ale pod ochranou režimu generála Franca a pod novou identitou jako José León Ramírez Reina dožil více než polovinu života ve Španělsku. Během té doby byl činný v neofašistickém hnutí a vyjadřoval své pochybnosti o holocaustu.

## Vyznamenání
- Železný kříž, I. třída (21.05.1942
- Železný kříž, II. třída (13.03.1942)
- Medaile za východní frontu (15.08.1942)
- Útočný odznak pěchoty, stříbrný (25.08.1942)
- Spona za boj zblízka, bronzová (30.11.1943)
- Odznak za zranění, stříbrný (20.02.1944)
- Rytířský kříž Železného kříže (20.02.1944)
- Odznak za zranění, zlatý (19.03.1944)
- Spona za boj zblízka, stříbrná (19.03.1944)
- Rytířský kříž Železného kříže, s dubovou ratolestí (27.08.1944)
- Spona za boj zblízka, zlatá (14.09.1944)
- Německý kříž , ve zlatě (09.10.1944)
- Odznak za zranění, černý

## Dílo
- DEGRELLE, Léon. Planoucí duše. Praha: Délský potápěč, 2018. 126 s. ISBN 978-80-906390-5-8.
- DEGRELLE, Léon. Campaign in Russia: The Waffen SS On the Eastern Front [online]. Institute for historical review, 1985 [cit. 2012-09-17]. Dostupné online. (anglicky)
- DEGRELLE, Léon. Tažení v Rusku 1941–1945: s SS divizí Wallonie na východní frontě. Praha: Elka Press, 1996. 357 s. ISBN 80-901694-5-7. Doslov Leonid Křížek.